# Biturix rectilinea
Biturix rectilinea är en fjärilsart som beskrevs av Hermann Burmeister 1878. Biturix rectilinea ingår i släktet Biturix och familjen björnspinnare. Inga underarter finns listade i Catalogue of Life.